# Con Power
Con Power (c. 1953-Dublín, 3 de noviembre de 2024) fue un jinete irlandés que compitió en la modalidad de salto ecuestre.
Ganó una medalla de bronce en el Campeonato Europeo de Saltos Ecuestres de 1979, en la prueba por equipos.
En 1972 se enlistó en la Fuerzas de Defensa de Irlanda, y llegó a obtener el grado de capitán.

## Palmarés internacional
| Campeonato Europeo | Campeonato Europeo      | Campeonato Europeo | Campeonato Europeo |
| Año                | Lugar                   | Medalla            | Categoría          |
| ------------------ | ----------------------- | ------------------ | ------------------ |
| 1979               | Róterdam (Países Bajos) | Medalla de bronce  | Por equipos        |